# 吉原元親
吉原 元親（よしわら もとちか）は、戦国時代から安土桃山時代にかけての武将。備後国の国人で、後に毛利氏家臣となる。父は吉原親冬。嫡男は下松藩次席家老となる神村元種。

## 出自
吉原氏は、源頼朝の時代に駿河国吉原で200貫を知行したことから吉原氏を称し、後に備後国世羅郡下瀬田村へと移った。

## 生涯
備後国の国人である吉原親冬の子として生まれる。天文8年（1539年）10月1日に父・親冬が死去し、その後を継いだ。
備後国世羅郡下瀬田村から同郡の則光庄に移り、杉城を築いて地名を「吉原村」と改称する。
天文21年（1552年）に毛利元就に属して以降度々軍功を挙げ、永禄年間は尼子氏との戦いに従軍した。また、永禄5年（1562年）には元就の命を受けて本城常光を誅殺し、常光の石見国山吹城に在番した。
天正11年（1583年）7月2日に死去。嫡男の元種が後を継いだ。